# Huis Zähringen

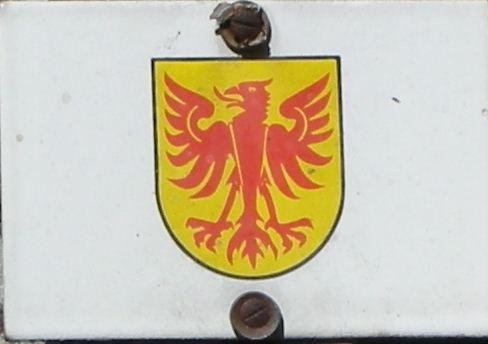
Wapen van de Zähringers (op een verkeersbord in de buurt van de ruïne van het slot)

De Zähringers of het huis Zähringen was een adellijk geslacht, sinds de elfde eeuw genoemd naar het slot Zähringen in de buurt van Freiburg im Breisgau. Zij waren verwant met de Staufen.

## Geschiedenis
Graaf Berthold I van Zähringen bezat verschillende heerlijkheden in Breisgau, Thurgau, Ortenau en Baar. Keizer Hendrik III had hem het hertogdom Zwaben beloofd, maar in plaats daarvan kreeg hij in 1057 het hertogdom Karinthië en het markgraafschap Verona, maar hij kon zijn macht daar niet daadwerkelijk vestigen.
In 1097 kreeg de familie de nieuwe titel van hertog van Zähringen, maar deze hertogstitel werd nooit als gelijkwaardig aan de oude stamhertogdommen beschouwd.

## Steden van de Zähringers in Duitsland en Zwitserland
Het huis Zähringen kreeg vanaf de 12e eeuw verschillende steden in het huidige Baden-Württemberg en in Zwitserland onder zijn invloedssfeer, zonder echter een samenhangend gebied te vormen. Het voerde een actief vestigingsbeleid en stichtte verschillende steden, dorpen en kloosters.
| In Baden-Württemberg - Bräunlingen - Freiburg im Breisgau - Neuenburg am Rhein - Offenburg - St. Peter - Villingen - Weilheim an der Teck | In de kantons Bern, Fribourg en Aargau - Bern - Burgdorf - Fribourg - Murten - Rheinfelden - Thun |

## Hoofdlinie: de hertogen van Zähringen
- Berthold I, hertog van Karinthië (in naam)
- Berthold II, eerste hertog van Zähringen
- Berthold III, hertog van Zähringen
- Koenraad I, hertog van Zähringen
- Berthold IV, hertog van Zähringen
- Berthold V, hertog van Zähringen

Met de dood van deze laatste in 1218 stierf deze hoofdlinie uit; keizer Frederik II van het Heilige Roomse Rijk trok het leen van de hertog van Zähringen in. Door deze intrekking werd onder andere Zürich een vrije rijksstad, dat wil zeggen een stad rechtstreeks onder het gezag van de keizer.

## Nevenlinies: Baden en Teck
De linie van het markgraafschap Baden gaat terug op de oudste zoon van Berthold I, Herman I van Baden. Uit deze linie kwamen meer dan zes eeuwen later de groothertogen van Baden voort.
Adalbert van Teck, broer van Berthold IV, kreeg familie-erfgoed rond het kasteel Teck en noemde zich vanaf 1187 hertog van Teck. Deze tak stierf in 1439 uit.
- Gemeinsame Normdatei: 118810537
- Historisch woordenboek van Zwitserland: 019504
- Nationale Bibliotheek van Tsjechië: jo20181000528
- Virtual International Authority File: 32793121